# 油紙傘

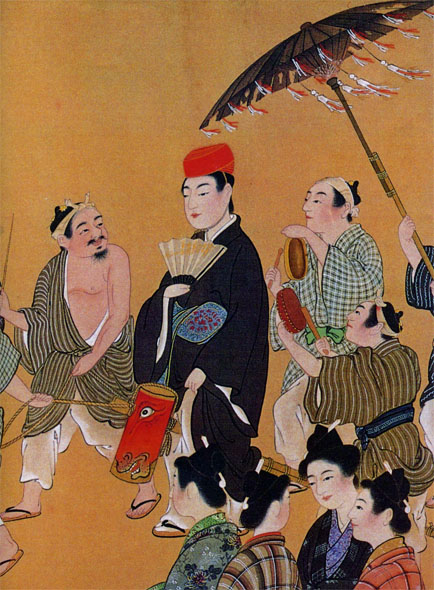
琉球古代婚禮中所用的油紙傘

油紙傘是源於中国大陆的紙製或布製傘，亦傳至亞洲各地如日本、朝鮮、越南、臺灣、琉球、泰國、寮國、緬甸等地，並在各地發展出具有當地特色的油紙傘。隨著客家人遷移至臺灣定居，也令中式油紙傘在台灣生根發展。油紙傘除了是擋陽遮雨的日常用品外，也是嫁娶婚俗禮儀不可或缺的物品，中國傳統婚禮上，新娘出嫁下轎時，媒婆會用紅色油紙傘遮着新娘以作避邪。日本傳統婚禮上，新娘也會被紅色油紙傘遮着。琉球古代婚禮上也有用到油紙傘。老人喜好象徵長壽的紫色傘，送葬時則要用白色傘。日本傳統舞蹈也會以油紙傘作道具，茶道表演時有的要用「番傘」。
在早期客家裡，由於客家話「紙」與「子」諧音，故客家女性婚嫁時，女方通常會以兩把紙傘為嫁妝，一含「早生貴子」的意思，且「傘」字裡有四個人字，也象徵着多子多孫，而紙傘傘面張開後形成圓形，且「油」與「有」諧音，為祝福新人生活美滿圓滿的意思。男子16歲成年禮時，也會以相同的理由贈予一對紙傘。
宗教慶典中，也常看到將油紙傘作為遮蔽物撐在神轎上，此是取其圓滿的意思，作為人們遮日避雨、驅惡避邪的象徵。
現時日常所用的傘多是洋傘，油紙傘多作為藝術品和遊客紀念品售賣。

## 歷史

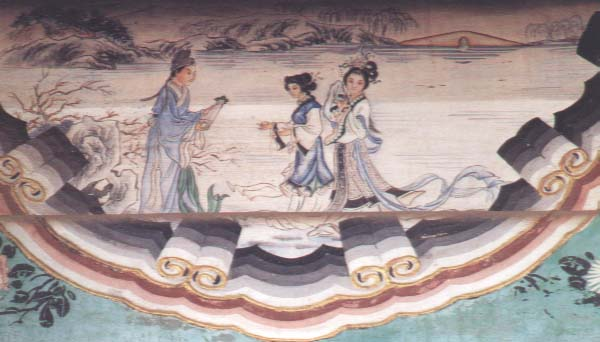
北京颐和园中的长廊画，表现的是《白蛇传》中遊湖借伞的故事。

傘相傳由魯班之妻雲氏發明：“劈竹為條，蒙以獸皮，收攏如棍，張開如蓋”，但初期的傘多以羽毛、絲綢等物料製作，在纸張發明之後絲逐漸為纸所取代。油紙傘實際出現的時間不明，約於唐朝傳至日本、朝鮮。宋朝時稱之為綠油纸傘，明朝開始於民間普及，《天工開物》提到：「凡糊雨傘與油扇，皆用小皮紙。」，沈括《夢溪筆談》也提到：「以新赤油傘，日中覆之。」江南地區由於氣候潮濕多雨，當時製傘業十分蓬勃。在一些文學作品如《白蛇傳》等也可以看到油紙傘的蹤影。

## 一般製作過程
每個地區的油紙傘的製作過程以及所需要的程序步驟都不盡相同，但一般而言可分為以下四個主要的步驟：
1. 號竹：即選竹
2. 做骨架：削伞骨，並进行水浸、日光晾晒等必要的技术处理，然後钻孔、拼架、穿线、串联伞柄伞头製成骨架
3. 上傘面：把裁好的紙黏上骨架，修邊、上油、曝曬，完成後已可以使用
4. 繪花：於傘面繪上圖案

## 中國大陸的油紙傘

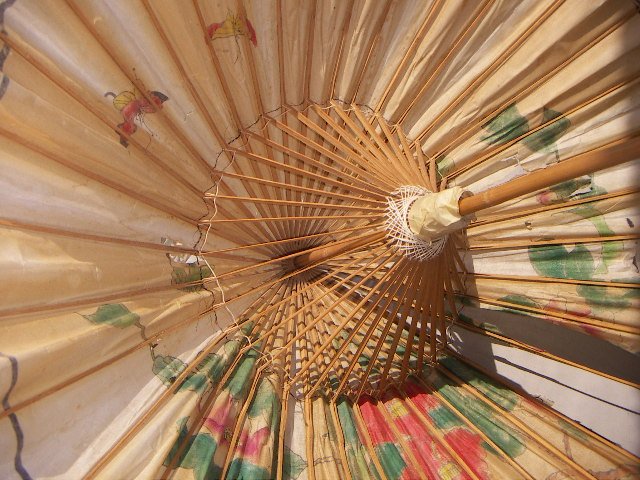
中國傳統油紙傘

中式的油紙傘圖案以傳統國畫常見題材為主，如花鳥、山水等，也有以古典文學名著內容如《紅樓夢》、《西廂記》的情節為題材，亦有不畫圖而在傘面寫上書法的，傘柄和傘骨均保留素材原來的顏色，帶有古樸的韻味。

### 浙江餘杭油紙傘

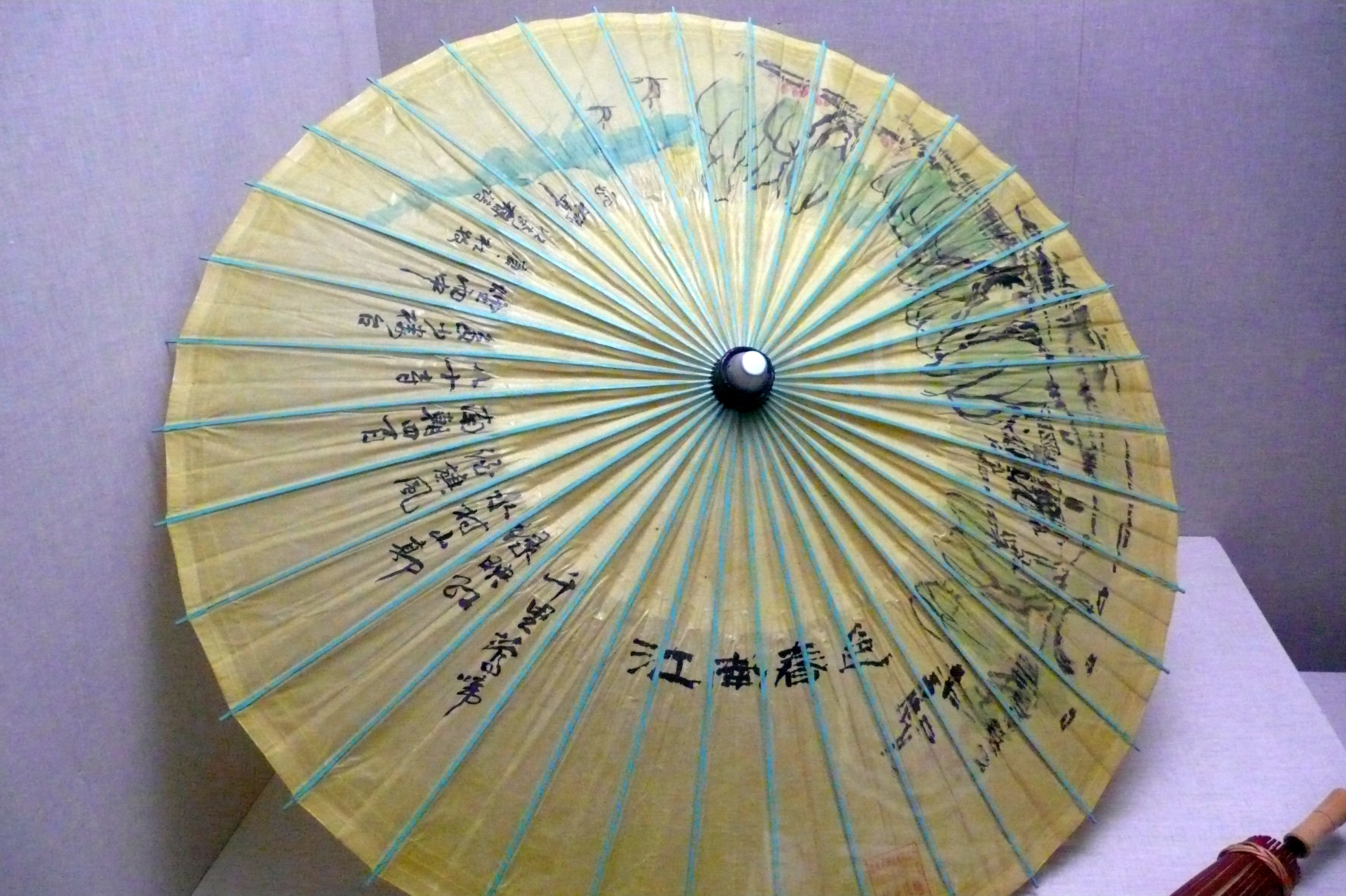
浙江余杭油纸伞

#### 歷史及沿革
浙江餘杭的纸伞制作至少230餘年历史，清乾隆三十四年（1769年），董文远九房开设伞店。餘杭油紙傘有漁船傘、文明傘等多個品種，由於技術精良、用料上乘，做出來的傘经久耐用，日曬雨淋也不会散架和穿裂，很受歡迎。從前不少外地香客途径餘杭都會在半夜叩门购伞，作為禮物送給家鄉的親友。
1951年，浙江省選擇餘杭纸伞为手工业合作化试点，组建“雨伞生产合作小组”，又在1952年底，建立“雨伞手工业合作社”，成为全省第一个手工业生产合作社，受國內媒體廣泛報導。随着市场上出现钢制骨架的晴雨两用伞，这种纸伞逐渐被淘汰，餘杭油紙傘技藝亦瀕臨失傳。
直至2006年12月5日，餘杭区委副书记、代区长姜军在瓶窑塘埠村驻村入户时，製傘老師傅刘有泉向姜军表示想恢复餘杭纸伞，為當地当地山民开发旅遊商品致富，迎合近年農家樂旅遊的潮流。劉有泉於油紙傘開始被淘汰時就萌生了把这种传统工艺继承下去的念头，不久在富阳找到一个生产竹伞架的厂家，用几百元人民幣买回了100把竹傘架。但他當時没有掌握加工工艺，只能保管好这批伞骨架，保管了三十多年。《城鄉導報》於12月7日頭版頭條报道《寻找製伞师傅恢复“余杭纸伞”》，引起當地人高度關注。至12月19日，四位老师傅房金泉、陳月祥、沈麗華、孫水根於瓶窑镇塘埠村聚首，商议恢复餘杭纸伞。他們在2007年1月憑着灵巧之手，成功恢复制作油紙傘。他們在瓶窑塘埠村传授技艺，带动山区一大批竹农致富。余杭区文广新局把纸伞作为民间手工技艺项目进行重点保护，浙江省文化廳也把餘杭油紙傘列入浙江非物質文化遺產名錄。同年6月，餘杭紙傘於杭州市首届非物质文化遗产保护成果展中展出。

#### 製作材料及過程
製傘手工技能要求高，製傘人要以自己的技巧经验来完成，技艺以师徒相承，靠师徒之间言传身教及个人的悟性、长期实践体会掌握，学徒须三年方可出师。所用的工具由鐵匠專門打製，傘的用料也很講究，以上好桃花紙為傘面，在柿子漆里浸透，一张一张黏贴在伞骨上。柿子漆是在油柿青的时候，把油柿捣糊榨出的柿子汁，既有黏性又不會把桃花紙黏住。以竹、木製傘柄和傘骨，用髮線紮好，傘面糊好後繪上圖案，塗上桐油，然後在室內吊起陰乾，至少要经过70多道工序，包括锯竹、刮青、平头、劈骨、锯槽、削骨、排伞骨、穿伞、糊伞、装柄等。

### 四川分水油紙傘

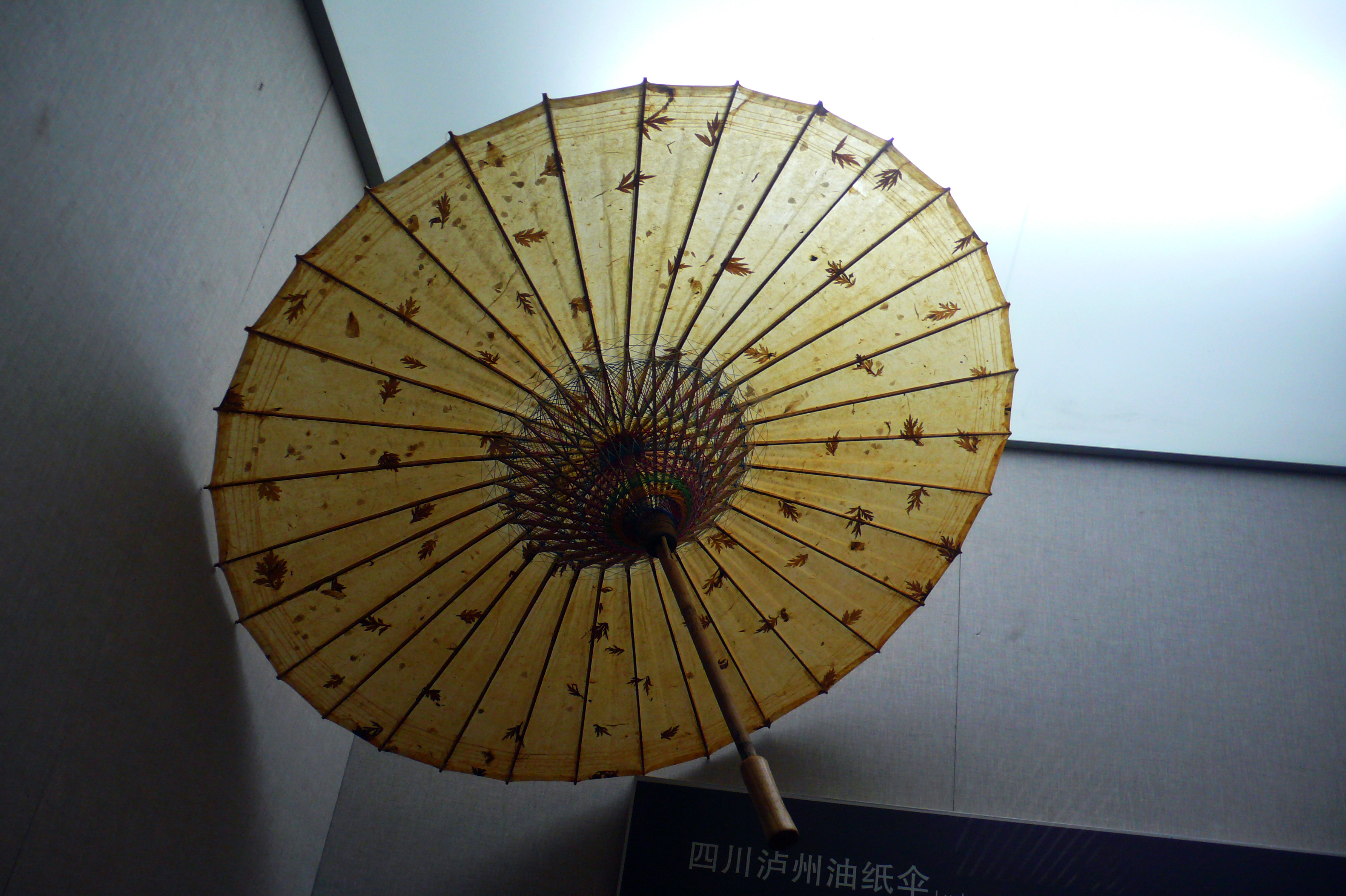
四川泸州分水油纸伞

#### 歷史及沿革
四川瀘州分水油紙傘起源於明末清初，有四百多年歷史，當地出產的油紙傘手工精巧，圖案精細、色彩鲜艳、花型美观，不但小巧精緻，而且挡风力强，既美觀又實用。1993年5月，江陽區分水嶺鄉的分水纸伞厂六位老艺人以四个月时间，用88根老松、52根楠竹、1800张皮纸、100公斤油料，经过70多道工序製成“二龙戏珠”伞，被誉为“中国伞王”，曾申报过健力士世界紀錄，並出口至多個國家如英國、馬來西亞、新加坡等。
洋傘流行後，瀘州油紙傘的工藝日漸式微，油紙傘工序繁複，製作成本高，利潤少，難以吸引年輕人入行，2004年當地只有三十多名老工匠繼續這門工藝，當時不少人擔心瀘州油紙傘會失傳。2005年10月，上海吉尼斯大世界瀘州油紙傘再度寄邀請函給江陽區政府，當地油紙傘業就開始復蘇。
2008年，四川分水油纸伞制作工艺成为第二批中国国家级非物质文化遗产。
油紙傘業復蘇後，先在雲南、贵州及泸州古蔺县、叙永县等少数民族聚集地区盛行，作為祭祀、恭贺、馈赠等礼仪用品。不久又出口到日本、新加坡、韩国、香港、澳门等地区。

#### 製作材料及過程
現時當地仍然以傳統古法製造油紙傘，70多道工序全手工操作，從削竹到描绘图案都是全手工，沒有使用機器。材质也固守传统，比如伞托，必须是从大山里砍伐下来的通木。製作工具也歷史悠久，如油墨石印就有450多年历史。品質控制嚴格，要求“四沟”平整不露接头、“牙子”不露口，“胚子”、“托子”不露“猪鼻孔”，塗桐油也要求均勻。圖案也很講究，切合不同喜慶場合。婚聘的油纸伞，图案是“龙凤呈祥”、“牛郎织女”、“天仙配”等；恭贺孩子新生的，是“二龙抢宝”、“宝莲灯”、“喜鹊闹梅”、“仙女散花”等；生日馈赠则是“百鸟朝凤”“不老松”、“八仙过海”、“彭祖老仙”等。

### 江西甲路油紙傘

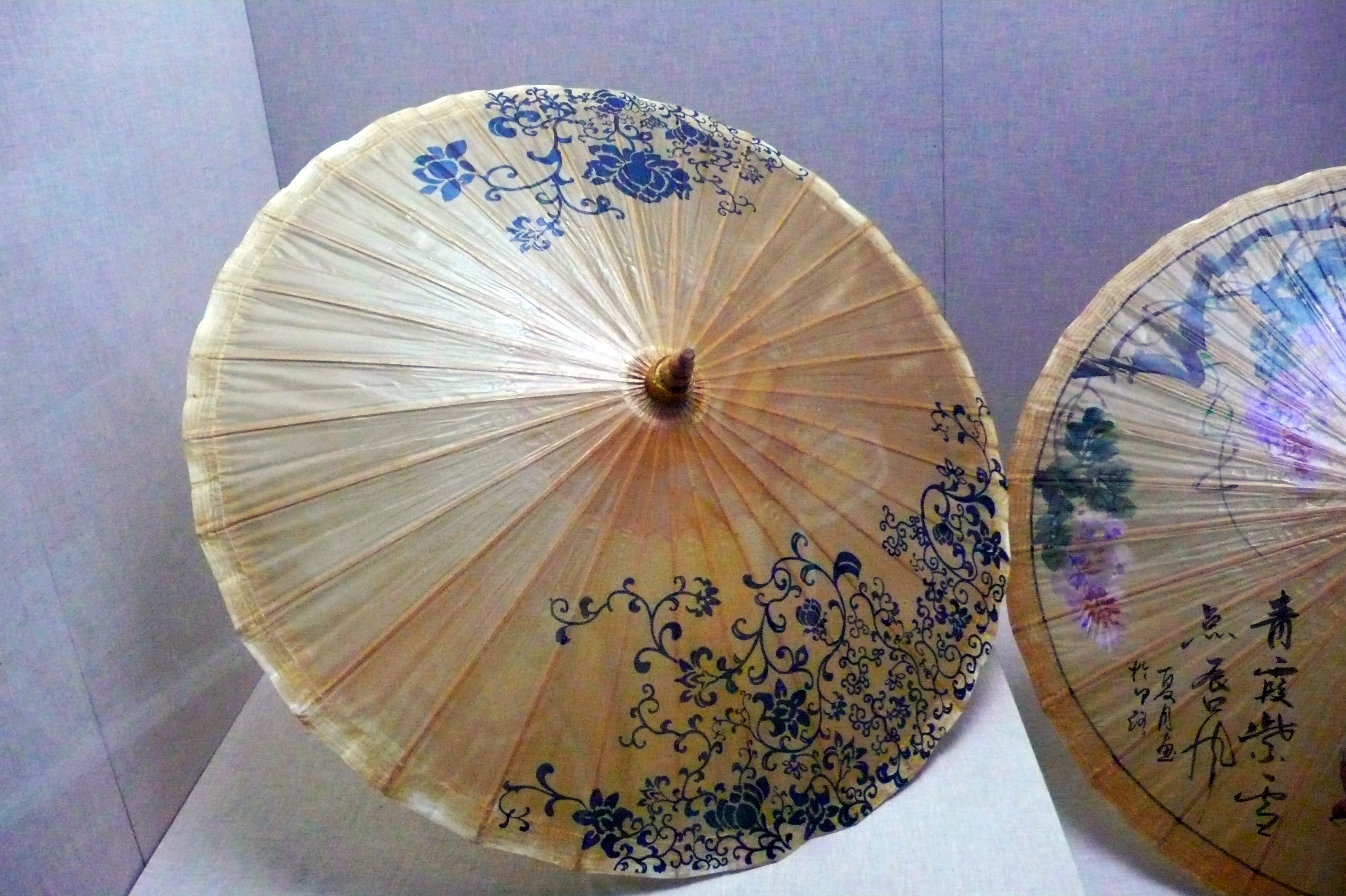
江西婺源甲路油纸伞

江西婺源甲路村生產的油紙傘技藝古樸、造型美觀大方，堅固又輕巧，所謂「金溪斗笠甲路傘」 。

#### 歷史及沿革
相傳宋朝時當地人馬庭嵐被封為丞相，從京城带了一把油纸伞回鄉，甲路人便不断改进工艺，世代相传製伞。傳說清朝康熙年間，婺源當時屬安徽，康熙帝微服到了當地，看徽劇時忽然下雨，前排觀眾撐傘擋住後面觀眾的視線，有頑童就向前掉觀眾擲石，石子擊中其中一把傘卻反彈。康熙帝就派人那把傘產自何處，正是產自甲路，自以有了「甲路傘，甲天下」的說法，並收入《婺源縣志·貨屬篇》。江南地區有一首民謠：「景德鎮的瓷器、甲路的傘、揚州的女子不用揀。」 讚賞甲路傘，又有「甲路紙傘甲天下」的美譽。
甲路傘於1936年曾獲得國際產品博覽會金獎，1943年為全盛時期，产量曾高达二十五万把，出口外销十七万把。2000年代初只有三名超過八十歲的老人傳授技藝，原材料之一油柿樹為瀕危物種，甲路油紙傘因此面臨失傳。有見及此，當地製傘業改良工藝，开发出天然树叶、恢膜纸等新品种，提高了油紙傘的質量，2006年工艺改进后年产50余万把，远销美國、日本、韩国等国家。该县鼓励农民学到技术後在家进行初加工，然後由伞厂进行深加工，進行大規模生產，現時中云、赋春、许村等多个乡镇形成了一大批专业加工村。全县规模工艺伞厂4家，年产值800万元，专业加工村达30多个，从业人员1800多人。

#### 製作材料及過程
甲路紙傘以優質优质木竹、皮纸、桐油等製成，主要工序为削伞骨、锯葫芦、组合伞架、煮晒伞架、装伞键、裱皮纸、伞面题画、修卷伞页、漆桐油、穿饰线、套柄锤和结伞顶，共有近三十道工序。

### 湖南長沙油紙傘

#### 歷史及沿革
湖南長沙的油紙傘業有一百多年歷史，长沙有史可查的最早的伞店是陶恒泰纸伞店，由陶季桥於清朝咸丰年间創辦，几年后又在附近另组陶恒茂纸伞店。 
1900年，梁敬庭在长沙市北正街梁宏茂伞店学艺后挂牌梁宏发伞号开业，生产老式明油、黑油纸伞和特制鸭棚用大伞，出產的紙傘做工精細，經久耐用，得到“湘潭木屐，靖港油伞”的美誉。1921年，潘馈清兄弟創辦菲菲傘廠生產紙傘，除了傳統的繪花外，還有噴花、印花和貼花，圖案亦多種多樣，遠銷香港、澳門和東南亞，並於1929年的中華國貨展覽會上獲優等獎  。當地生產的油紙傘最高年產接近三萬把，直至1975年2月，靖港雨伞社被撤销，靖港油紙傘停產，長沙其他地區的紙傘業亦式微。

#### 製作材料及過程
長沙紙傘原料为皮纸、楠竹、棉纱、发绳、桐油、柿子水、颜料、牛角及木材。“陶恒茂”的伞做工精细，谨守祖传工艺，选料考究。以越冬老竹中筒、上等云皮纸製作，结边要用自纺的土纱。而且操作细严，用丝棉盖顶层，中骨用头发绳穿结，伞边用士纱夹頭髮绳，用粗丝线，伞胚制成后一律集中到三伏天用生桐油连续上油三次，品質優良，贏得信譽。

### 湖北漢口油紙傘

#### 歷史及沿革
湖北漢口蘇恆泰傘店出產的油紙傘有百多年歷史。1864年，來自湖南的蘇文受积蓄了30貫（1貫为1000文錢），开始尝试投资在家製傘，他把學過的造傘技藝改良，成品經常总是供不应求。不久就在汉正街关帝庙魁斗巷口開了蘇恆泰傘店，雇工12人，带学徒3个，一个月能卖500把600把，並帶動了當地的雨傘市場。之後在大火路先贤巷开设了作坊，生產方式由一人生產整把傘轉為五人一組分工製造傘子。同治九年，苏恒泰月销雨伞700把，年获利接近200串文。
蘇恆泰紙傘很受當地人歡迎，江漢平原曾經流行於結婚時買紅藍蘇恒泰傘各一把，男持紅，女持藍，以喻「紅男綠女，婚姻美滿」之意。直至1970年，蘇恆泰油紙傘停產，這項民間工藝也在當地絕跡。

#### 製作材料及過程
蘇恆泰的傘用料上乘，傘骨用湖南茶陵竹子，傘柄用湖南益阳木材，桐油用常德出產的，皮纸用陕西郧皮纸，柿油用湖北罗田县的，可用上8至12年。

### 福建福州油紙傘

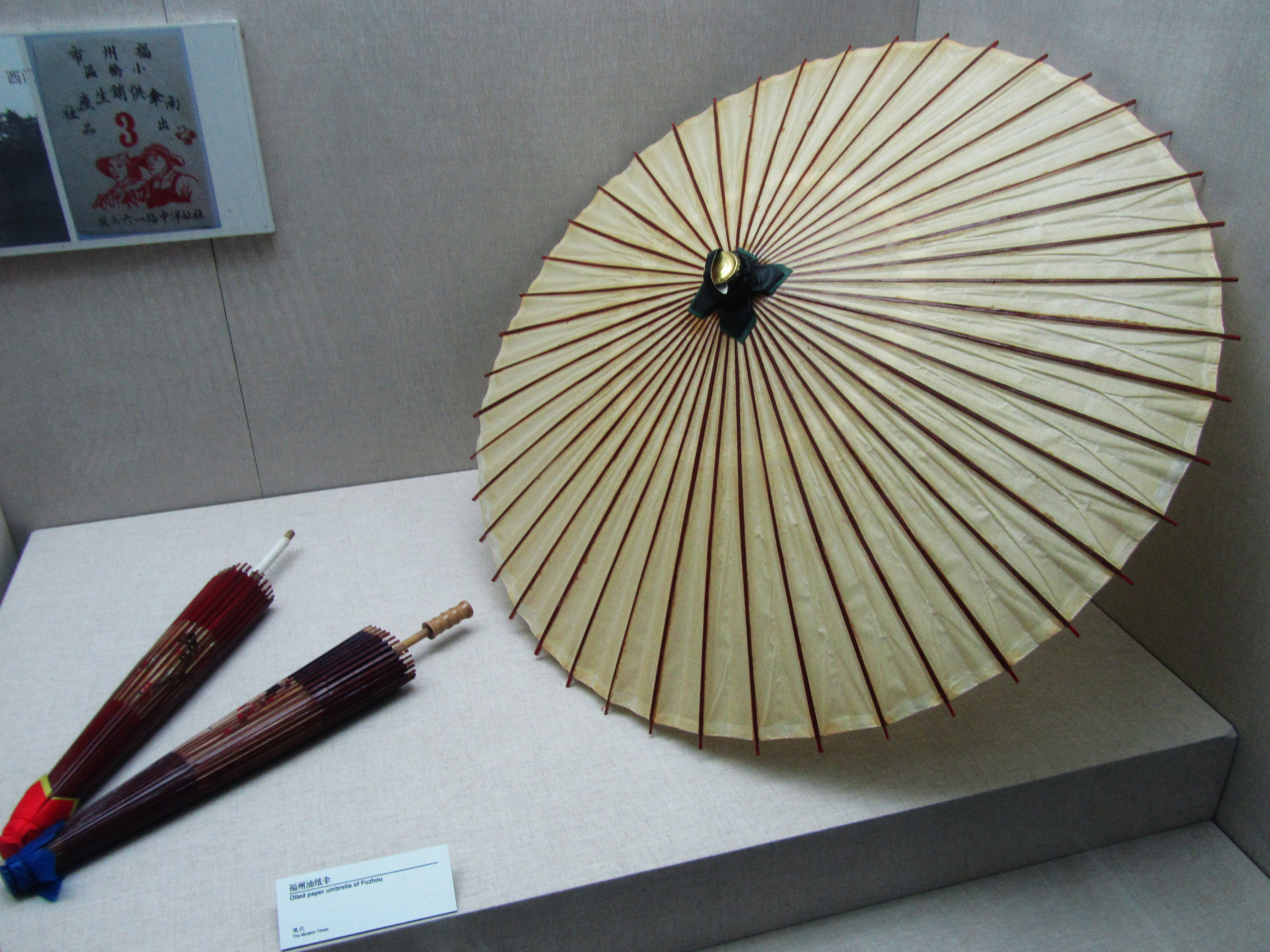
福建福州油纸伞

油紙傘是「福州三寶」之一（另兩種是脫胎漆器和牛角梳） ，在從前福建福州人的生活當中有重要的地位，當地有句俗語叫「包袱傘」，意思是出门人所带包袱中都有伞。

#### 歷史及沿革
福州的油紙傘可以追溯至五代十國時期，王审知率兵南下入闽建立闽国，來自中原和江浙一带的人把造傘工藝带到福州。清朝进入了繁荣期，清末民初時全市雨伞店号最多时达300多家，辛亥革命後的抵制日货运动中，福州市民把传统的福州油纸伞称为“国伞”，大力提倡使用 。
以中亭街上的杨常利伞店最为著名，有「选料精，上油腻，绘花雅」的特點，所用之竹材必須為青山老竹，傘面的紙必須為福建省特制的棉紙。1915年在巴拿馬舉行的世界博覽會上，評委們檢測楊常利出產的「雙喜牌」紙傘，發覺它可承受1170次的反复收撑不起顶、不断线、不裂槽，以五级逆风吹20分钟伞柄不折、伞骨完好，长时间泡在沸水中，不脱骨、纸不烂，因而獲得優勝獎殊榮。1933年在芝加哥百年进步博览会上也獲得獎項。中華人民共和國成立後又多次获福州市人民委员会授予名牌产品称号。
「大躍進」時，當地各傘廠合併為「福州雨伞总厂」，不久因為溫州仿綢傘的競爭，該廠就派出林永欽到溫州學藝，改良了福州油紙傘，並於當地和東南亞暢銷。文革後因為布傘流行，福州油紙傘就由實用品轉向工藝品發展。1985年，該廠生產的油紙傘遠銷日本、歐洲和東南亞，三年後先後退出歐洲和東南亞市場。近年又把紙傘原料和工藝改良，每把傘有72條傘骨，撐起來大，合起來小，狀似蛇腰，故名「蛇傘」。
1990年代，福州市委领导林爱枝到美国西雅图参加全世界花伞艺术节，並展示一把紅色大傘，全場轟動。
福州雨傘總廠於1997年倒閉，福州紙傘業也因此式微，現時只有福州西門的一個作坊繼續生產紙傘，出口至日本。一些造傘工匠雖然已經轉業，仍然希望能振興製傘業，希望當地政府扶持。

#### 製作材料及過程
福州油紙傘用料必選當地或附近地區出產的優質材料，傘骨必用閩北五年以上，彈力強、韌性大的的青山老竹，一把伞必须经八十三道工序才算完成。
福州的制伞传统工艺分有制伞骨、制伞、伞头、伞柄、绘花等五部艺，其中以“製伞”虽属主流，但也只是完成“伞胚”、“上油”、“装配”等工序，须由别处买进伞骨、伞柄、伞头等。做傘骨最好的是“后洲帮”，1950年代“后洲帮”张开绿所制伞骨如同一节麻竹筒，看不见缝隙，注水不漏。製“伞柄”最有名的是洋中亭王依犬家。伞画師以程家宝、林永钦、刘梦秋最著名，程家宝字画俱佳，林永钦擅畫花鸟、人物，刘梦秋的“洋山水”也颇有名气。

### 流苏伞
中国大陆从现代开始流行的新发明的样式。独一无二的类型的装饰方式，为了美观在油纸伞边条结合了各种颜色的流苏样式的装饰比还有长长的布条或者纸条。各种的古装喜欢加上流苏伞，打开后特别美丽。

### 福建洋口油紙傘

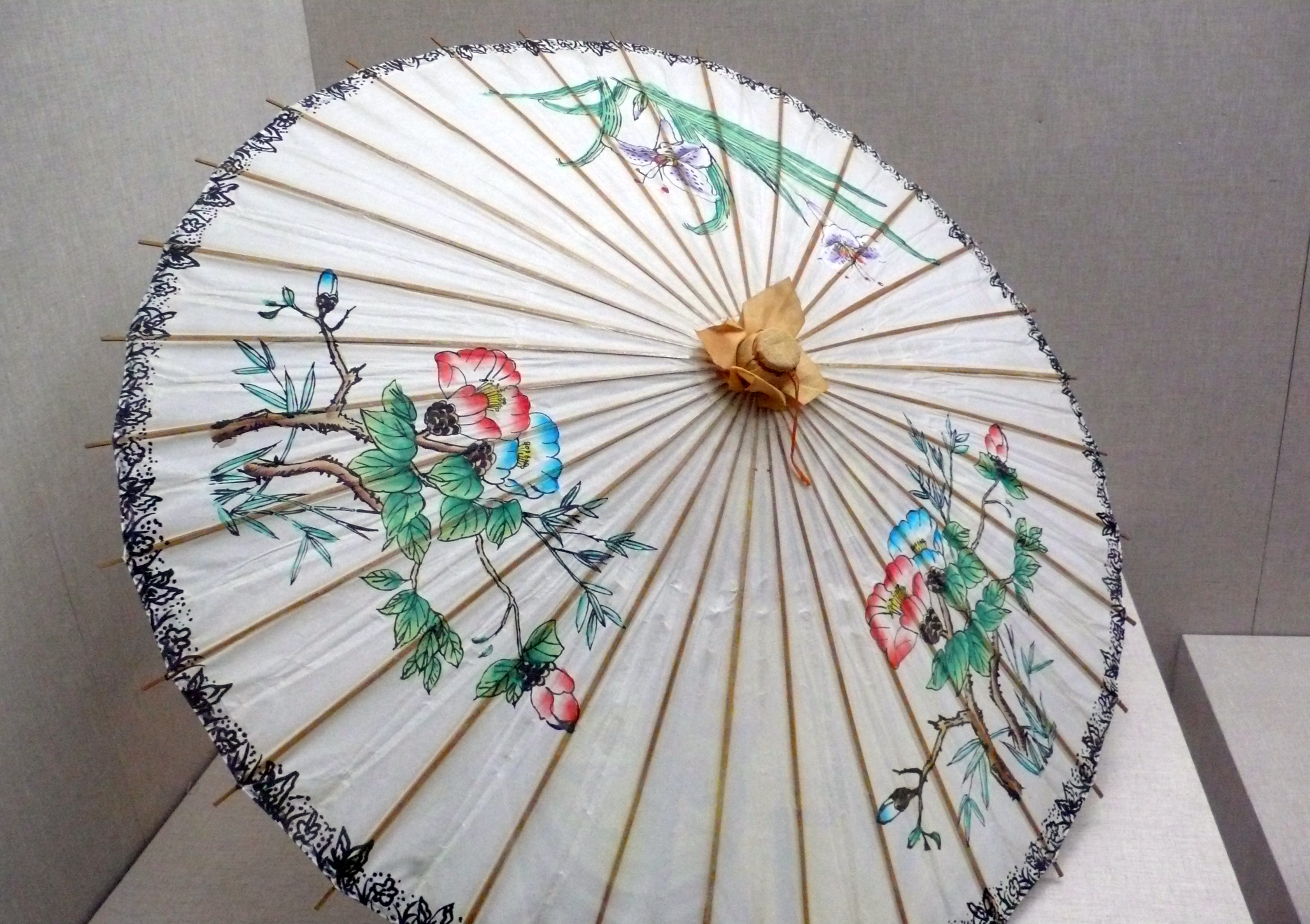
福建洋口油纸伞

福建南平洋口鎮油紙傘，是福建紙傘「三口」名牌之一（另兩個為水口、閩清口），於二十世紀初開始生產，最高年產量達五萬多把。贛東南一帶姑娘出嫁曾以有此隨嫁為榮，1970年代開始，傳統油紙傘逐漸被新式的布傘和摺疊傘取代，當地就由生產實用為主的傘改為生產小巧玲瓏、輕巧美觀的小花傘。傘面以手工繪製各種圖案，1980年代獲得福建省工藝美術百花獎。現時出口至香港、澳門、台灣、東南亞、歐美等地。

### 雲南滎陽油紙傘

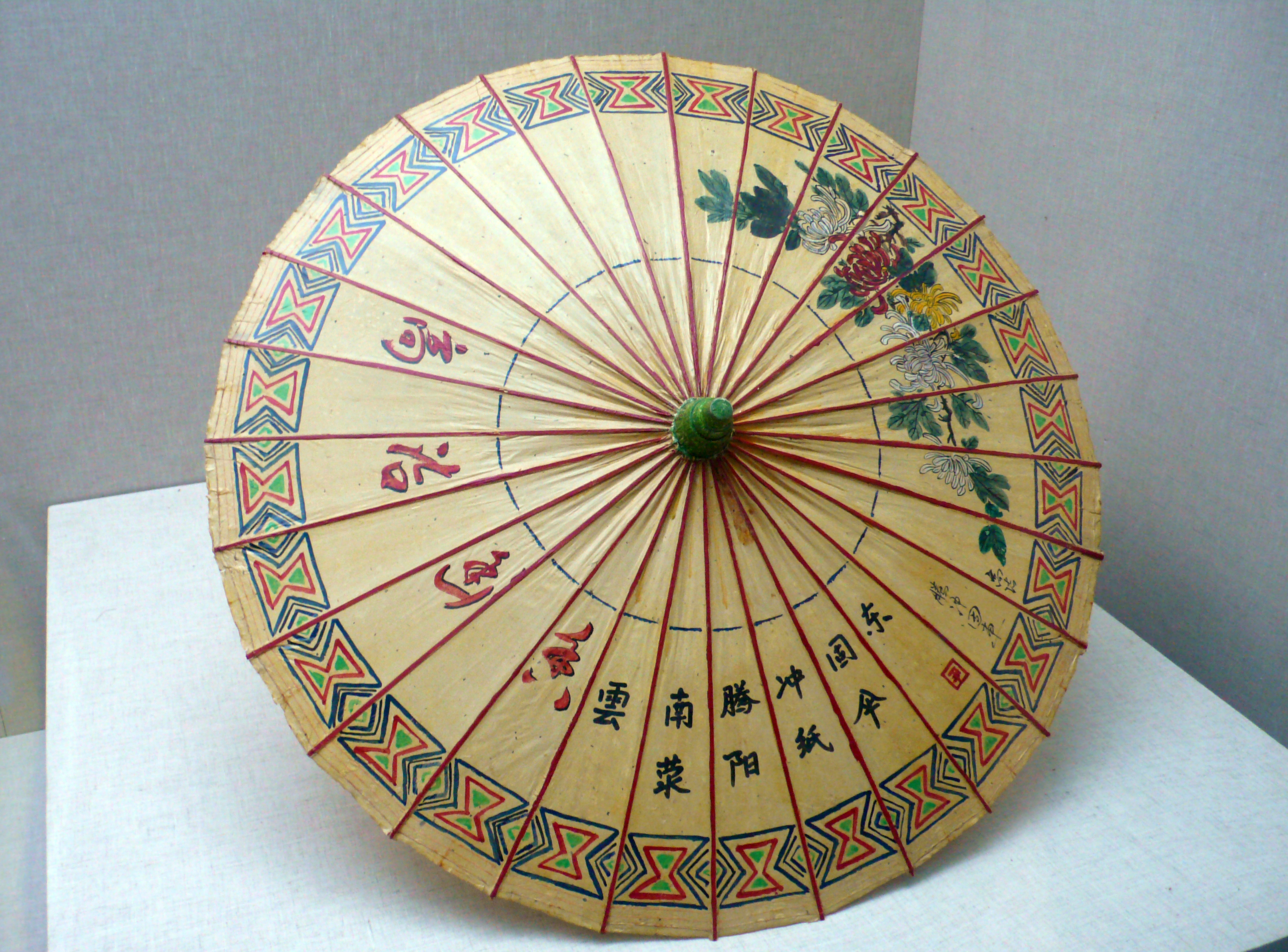
云南荥阳油纸伞

#### 歷史及沿革
雲南騰沖滎陽村的製傘業有二百多年歷史，傳承了九代，又叫做「纸撑子」。相傳當時在腾越城县衙当师爷郑以公闲逛时结识了西街的姓张姓周的两个懂做纸伞的师傅，跟他们学到手艺並带回家乡，代代相传 過去當地生產的油紙傘供應整個滇西市場。當地很多客家人聚居，最喜愛油紙傘，村长郑传国指该村过去80%的村民都会做纸伞及其他编制品，而且是世传。如今村裏僅餘四家人仍然在製作油紙傘，會做的人共五人，其中三人已年逾古稀。現時以鄭家朝一家的手藝最好，用料講究，塗料中的天然桐油和柿子水都要依古法調配，成品堅固美觀，一天只能做一兩把，他所製的油紙傘曾获云南省民族民间美术艺人三等奖。另有鄭映樓做的大紙傘，因為過去商家喜歡在店前擺放大紙傘，可以擋雨遮陽，招商引客，因此又有「照舖傘」之稱。現在他們都只是在農閒時才製傘
該處製作的花纸伞做工精细、色彩鲜艳、式样美观，质量好，曾一度热销保山、大理、昆明等地。1950年至1951年从业57户，年产雨伞4万把。1952年60户90人，年产量达3万把，其中大伞占10%，1953年走国营贸易、合作加工之路，提高了规格质量，围线由的四道加为六道，当年盈利（含税收）约1.3万元人民幣。1954年有62户，92人，产品大量销往少数民族地区，並销往保山、县城及出口缅甸。1958年至1960年，国营三化厂生产过油纸小花伞。1965年后由于布伞和尼龙伞取代了油紙傘作為日常生活用品，小油伞停产，仅有少量的大油纸伞賣給路邊攤使用用。近年當地紙傘業再度引起注意，又恢復了小花傘的生產，作為工藝品，但產量不大。2006年5月21日，騰沖縣文产办主任周特等人到當地纸伞制作基地视察，寻求纸伞产业化发展道路。現在當地製傘主要是為了傳承民間工藝

#### 製作材料及過程
紙傘以雲華、古永等地出產的毛竹和當地的木料為傘柄、傘骨，傘面用界头买来的构皮纸蒙上、塗上坝子油或桐油，稱為「绿衣子」，工序包括削傘骨、繞線、裱紙、上柿子水、收傘、曬傘、繪畫、裝傘柄、上桐油、釘布頭、纏柄、穿內線等，平均製作一把傘約需半天時間 。

### 習俗中使用的油紙傘

#### 客家婚嫁嫁妝
舊時客家習俗婚嫁時包括聘金與嫁妝，其中油紙傘也是陪嫁妝奩中不可或缺的物品。「紙」與「子」諧音，有「早生貴子」之意，「傘」字包含5個人字，寓意「多子多孫」。油紙傘的傘軸意取中空正直，無私無邪。圓形的傘面則取其「圓滿」之兆，象徵婚姻圓滿成就；另外送傘陪嫁亦有表示用來遮日避風防雨，驅惡避邪之意。其他的妝奩則還有五色衫褲、梳妝台、腳桶、尿桶、門簾席、木箱或皮箱等，較富有的人家的嫁妝則另有金銀首飾、綾羅綢緞及被褥毛毯等等。另外女方也會有送一些有吉祥諧音的蔬菜，如芹菜、大蒜、香蔥、韭菜等，以紅繩或紅布條捆綁後作為陪嫁。
用油紙傘作為嫁妝的習俗在現今台灣及東南亞等地的客家族群中，仍然廣被採用。

#### 客家喪葬撿骨
由於中國大陸的客家人多居住於山區，死者多葬於山上，客家人初次埋葬死者時不立墓碑也不起茔，而是在「二次拾骨葬」時（通常為三年、五年或更長時間之後），再舉行隆重的改葬儀式。決定改葬時，在遣属選定改葬的墓地後，於農曆八月初一（或是大寒前後）請來安葬師傅，焚香祭奠之後掘墓開棺，並在油紙傘的遮蓋下撿拾遺骨，再用山茶油將遺骨拭擦乾淨。之後再將先人遺骨按「撿金」及「做地」等步驟重新隆重安葬。

#### 瑶族訂婚信物
油紙傘在湖南隆回小沙江一帶的瑶族中是一種訂婚的信物。如果男女雙方情投意合，男方家便按照傳统風俗請媒公去女方家提親。媒公第一次提親，不用準備禮物，主要是為徵求女方父母同意。訂婚當日，男方的媒公要携帶一把紅油紙傘去女方家，進屋時將傘放在堂屋神龕上，並由女方取下傘，若女方有意結親會將各色花布和以絲線所紮好的12個三角形的布球吊在紙傘的傘骨上並將傘收攏，傘的邊缘現出一寸多長的彩鬚。之後媒公再將繫有彩鬚的油紙傘帶回男方家，以作為定情的信物，表示訂親成功。在路上媒公不可打開傘觀看，若之後男女雙方離婚，則男方需將彩色絲線布球退還女方。

#### 傣族喪葬
聚居於雲南的傣族用緬紙（傣語稱「嘎拉沙」）做油紙傘，所用的油是芝麻油，傣族人相信傘可以引領死者到天堂，因此是陪葬的必需品。現時在勐遮镇能购买到用緬紙製成的傘。

#### 客家舞蹈
傘舞是傳統的客家舞蹈，演出時舞者必須手持紙傘，並穿着藍布長衫的傳統客家服飾。客家民俗舞蹈與採茶戲、山歌等均為客家文化重要的一部分。

## 臺灣美濃油紙傘
油紙傘為高雄市美濃區特有的客家文化象徵之一。製作過程可分為製傘骨、製傘、傘頭、傘柄、繪花等五大部分，完成其中之一便可稱為「全藝」。

### 歷史及沿革
美濃的油紙傘製作技術引進有兩種說法：一種是約在日治時期的大正年間，是由林阿貴和吳振興延請中國的製傘師父至台灣傳授技藝，而另一種說法則是由廣東梅縣製傘師父郭玉琴渡海來台，落腳於高雄美濃定居，而將技術傳入美濃。早期美濃紙傘廠都以「廣」字命名，如廣振興、廣德興、廣榮興、廣美興等。1960年代前，油紙傘、烟草和稻米為美濃地區的重要經濟收入。1960年代時，美濃紙傘業達到最興盛，美濃當地共有二十幾家紙傘廠且每年生產約二萬把以上，但之後由於台灣工業開始急速發展，機器所生產的洋傘價格低廉且耐用易於攜帶，台灣成為洋傘王國，使得洋傘逐漸取代油紙傘，造成不少傳統製傘廠被迫停業。
但在1970年代時，英文漢聲雜誌曾以廣進勝紙傘的創始人林享麟和他的油紙傘作為封面，大幅報導製傘的生活及製傘過程，英国广播公司也曾到台灣製作紀錄片〈長遠的搜尋〉（Long Search），拍攝美濃傳統油紙傘製作過程。加上1983年時，導演林福地曾在美濃拍攝連續劇〈星星知我心〉。該劇在日本播放後，日本人對劇中的油紙傘印象深刻，並向台灣採購大批油紙傘，挽救了當時油紙傘工業逐漸式微的命運。1980年代之後，台灣民生經濟逐漸富裕，美濃旅遊觀光業也開始漸漸興盛，使得油紙傘逐漸由原本實用的生活目的轉變為與觀光結合的地區文化。

### 製作材料及過程
美濃油紙傘傘骨所使用的竹材，大部分來自台灣南投縣竹山鎮、埔里鎮以及高雄市旗山區所出產的孟宗竹。由於孟宗竹堅硬有彈性，不易折斷，故傘骨的製作多以孟宗竹為主，製作前將孟宗竹浸泡於水中一個月去糖分，之後曬乾竹材以防蟲蛀，經過鋸竹、削成傘骨，再製作傘頭、傘柄，鑽孔穿線組合。傘骨結構完成之後，再上膠裱紙修邊、上柿子油、曝曬、繪畫、裝傘柄、固定傘頭、穿內線等步驟之後，方始完成。

## 日本油紙傘

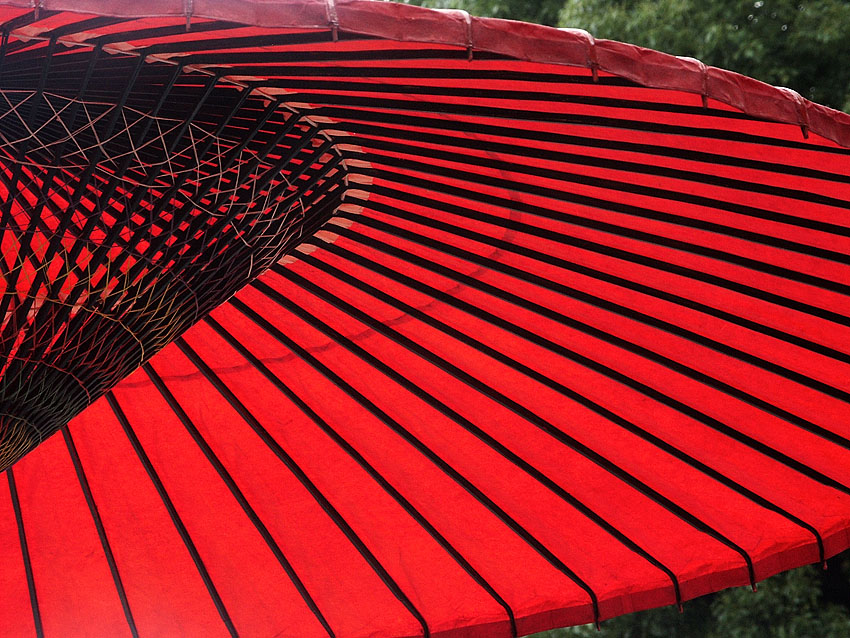
和傘

日式油紙傘（或稱之為和傘）常會把傘柄和傘骨髹上黑色，有時也有其他顏色，傘面圖案具有日本傳統特色，在江戶時代開始普及。

### 發展歷史

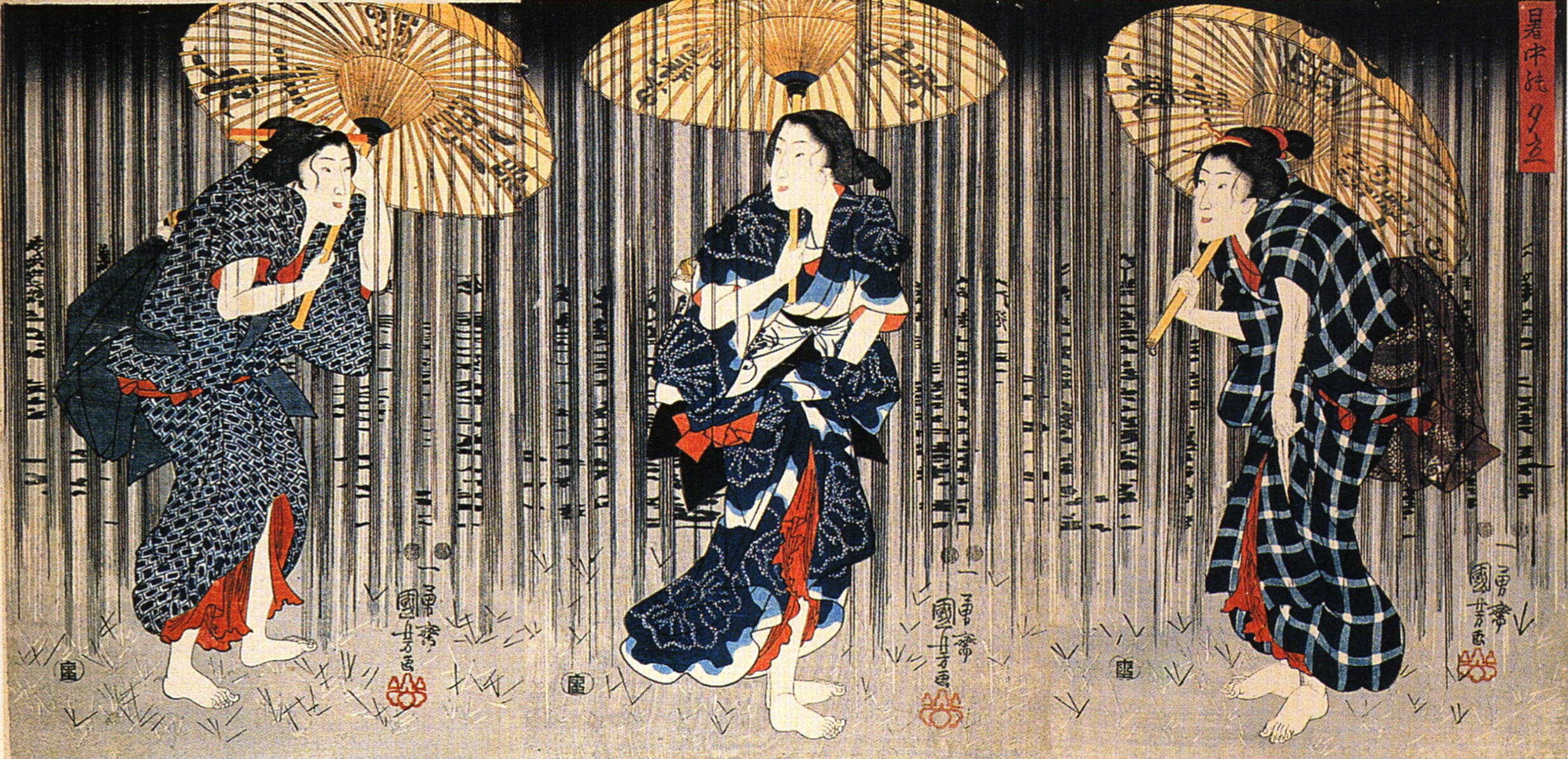
歌川国芳所繪的江戶時代的持傘女子。

油紙傘是在飛鳥時代經由朝鮮半島傳入日本，原先是佛教儀式中所使用的法器。平安時代時由於造纸技術的進步和竹器工藝技術的改良，而室町時代在和紙上塗布油料的技術讓纸傘有防水的效果，因此現今所見的和傘開始廣為使用。
安土桃山時代，根据吕宋助左衛門從菲律賓引入使用傘鞘的傘，使得江户時代時和傘的使用開始普及。元祿年間，傘的不同用途開始被發現，僧侣和醫生們會用較粗短的蛇目傘，而各種商號也會在雨天時借給客人在傘面上繪製了商家廣告的傘，傘也成了歌舞伎的所使用的小道具之一。另外，江户時代失業的武士也會以製傘為副業糊口。最有名的例子是長野縣下伊那郡喬木村的阿島傘，時至今日該村出產的傘仍為當地特產。
但明治時代以後洋傘開始普及，和傘製傘業開始急速衰退。目前只剩在岐阜、京都、金澤、淀江和松山等少數地區仍有和傘製造業留存。

### 京都油紙傘
京都的油紙傘稱為「京和傘」，完全由手工製作，色彩、圖案都極具日本特色，用料也十分考究，傘柄和傘骨以龜岡的竹子製成，岐阜縣大田的美濃紙做傘面，在上面加上胡麻油製作，用細線緊紮。一般而言，製傘師父兩個月才能生產約十到二十把。有一種在傘上留一個白圈的叫「蛇目傘」（蛇の目傘）。

### 岐阜油紙傘
岐阜縣岐阜市也有出產油紙傘，其歷史約起始於1750年左右。岐阜的一把油紙傘要經過超過一百個工序。昭和年間為全盛時期，年產一千五百萬把，現時年產數萬把。

### 油紙傘
淀江傘的起源為文政4年（1821年）的倉吉屋開始。明治年間，淀江傘的產量僅有數千把，但由於淀江附近的竹材品質優良且取得容易，大正時代時，
製造業者達到71家，每年生産量約17萬把，包括西日本一帶都大量使用淀江所生產的油紙傘。

### 日本文化中的和傘

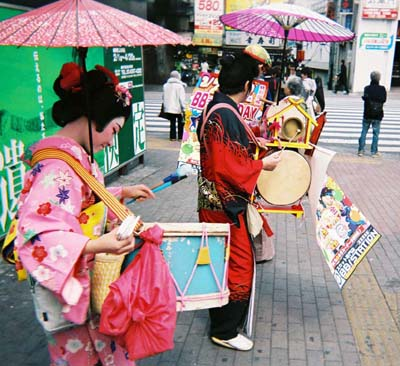
高田馬場邊作藝妓打扮的持傘表演者。

除實用目的之外，和傘也在日本文化中大量出現，諸如藝妓、傳統舞蹈、茶道表演及日常生活上都可常見和傘的使用。而京都祇園的和傘老舖也對購買者的身份與色彩的選擇也將之分門別類：
|  | 祇園的花柳界氣氛浪漫多彩，舞妓拿粉紅色，藝妓持紫色，到了中年反而喜嫩綠或鮮紅。男人與老人多選深藍，歌舞伎的演員傾向黑或茶褐。 |

不同顏色的傘也有不同的象徵及涵義，在傳統婚禮上，出閣的新娘通常會被紅色油紙傘遮着，而紫色傘象徵長壽，白色傘則是用於送葬。

## 朝鮮半島油紙傘
朝鮮半島在中國傳入油紙傘後，亦有自行生產，韓語稱為紙雨傘（紙雨傘。傘面上糊上韓紙。與中國、日本油紙傘主要差別在於朝鮮油紙傘多為素色，較少繪上圖案。又稱韓紙雨傘。

## 泰國清邁油紙傘

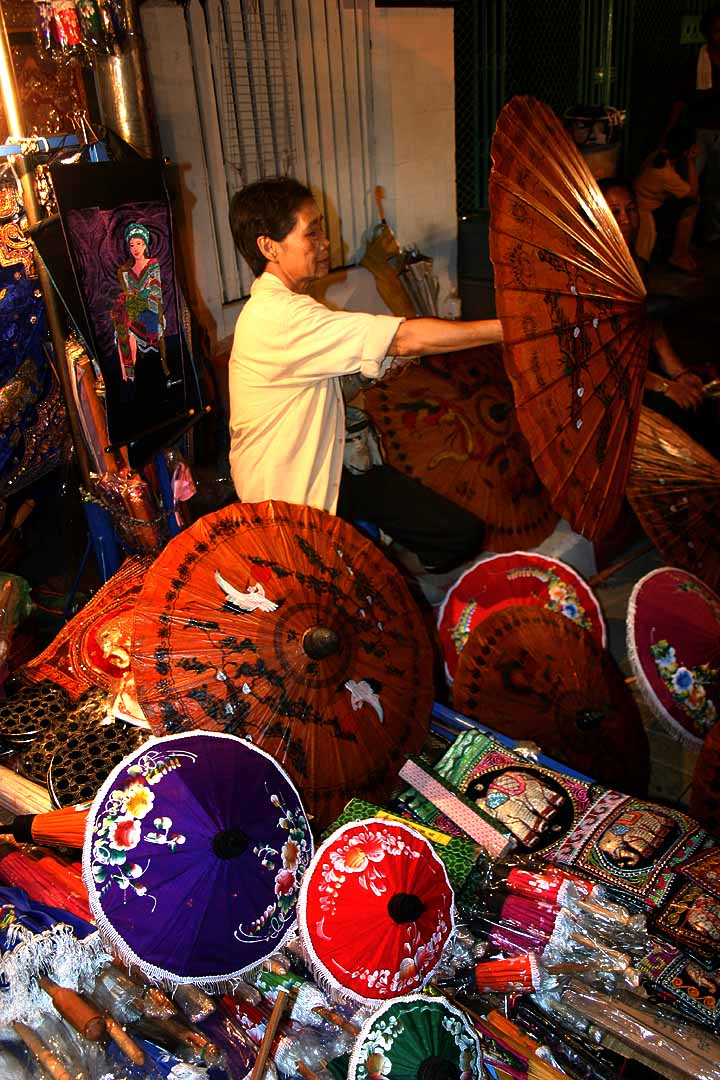
清邁市場中所販售的油紙傘。

泰國北部的清邁的油紙傘工藝有二百多年歷史，以青竹製成，顏色鮮豔、圖案多樣，包括花草、动物、人物和風景，傘面除圓形外還有方形，極富有民族特色風格，吸引不少遊客購買，其中以「傘村」博桑村（Bo sang，又譯保山）出產的最著名，當地不少農民都會在農閒時製作油紙傘，也有專門的作坊。

### 歷史及沿革
相傳當地的製傘技術是由緬族人帶來。從前有一個叫Pra Inthaa的和尚在當地的博桑寺（Wat Bo Sang）禪修，並到處化緣。他走到北部接近緬甸邊境的地方逗留了多天，那裡有些緬族和泰族人施捨給他。有一天他吃早餐時，有一個緬族人給他一把傘子做施捨，和尚祝福他後，從那個緬族人口中得知傘子是他自己製造的，而那個緬族人就住在附近。緬族人走後不久，和尚撐起傘子，覺得很方便實用，既遮陽又擋雨，決定去緬甸看看傘子是怎樣做出來的。到了緬甸製傘的村落，和尚看見村民用桑樹皮做紙，以橡膠糊紙並在紙上塗油脂來防水。和尚問村民油紙傘的材料和製法，村民就把從製紙至完成一把傘的工序一五一十地告訴和尚，和尚把工序用筆記下，起程回佛寺。
回到佛寺，和尚就四處尋找需要的材料，游說當地的村民幫助他，並教村民們製傘。初時不是很多村民願意幫忙和製作紙傘。後來因為做出來的紙傘很實用，吸引其他村落的人來博桑村購買，成為一個收入來源，越來越多村民加入製傘行列，博桑傘也就出了名，村民們會帶一小部份的傘（20至30把）到市區出售。
1941年，博桑村村民組織了合作社，名為博桑製傘合作社有限公司（Bo Sang Umbrella Making Cooperative Ltd.），負責人是Jamroon Suthiwiwat。製造不同大小的紙傘（包括14吋、16吋、18吋、20吋，另有35吋和40吋的大傘）。約在1957年，泰國北部工業推廣中心（Center for Industrial Promotion for the North）協助村民，教他們改良技術。

### 製作材料及過程

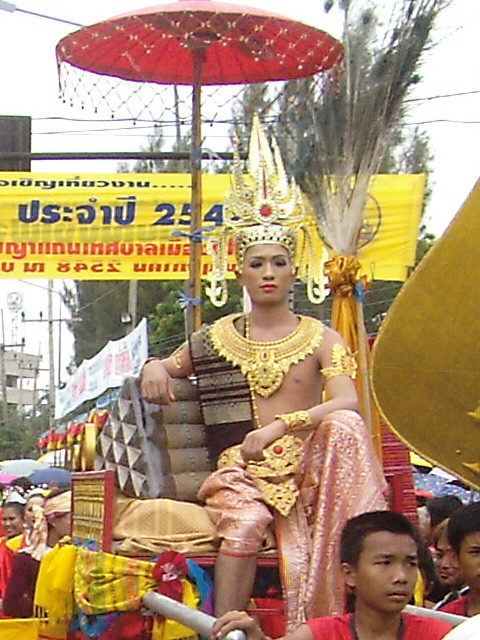
泰國慶典活動中的油紙傘

當地以桑樹皮紙（sa）製作紙傘，把桑樹皮煮軟、清洗、搗爛、再洗、漂白，然後用布撈起多次增加厚度，再於陽光下晾乾。製傘工序以人手進行，包括削竹、組合傘架、上傘面、繪花、晾曬等。博桑油紙傘以油彩繪花，全用人手繪畫。

### 花傘節
每年1月或2月均會舉行「花傘節」，是清邁最受歡迎的節目之一，吸引不少遊客參觀。節目於博桑村主要街道上演出，村內各處都會以油紙傘裝飾。有為製傘工匠和傘畫師而設的花傘比賽，勝出者會得獎。另有當地女性表演「大傘舞」和撑傘自行車表演，同時舉行「博桑小姐」選美。